# 三阳县
三阳县（越南语：／）是越南永福省下辖的一个县。

## 地理
三阳县东北接三岛县；西北接立石县；西南接永祥县；南接安乐县；东南接永安市。

## 历史
2003年12月9日，以大亭社、三关社、湖山社、合洲社4社、立石县3社、平川县1社和永安市社1市镇析置三岛县。
2023年2月13日，越南国会常务委员会通过决议，自2023年4月10日起，金龙社改制为金龙市镇。
2024年11月14日，越南国会常务委员会通过决议，自2025年1月1日起，云会社和合盛社合并为会盛社。

## 行政区划
三阳县下辖2市镇10社，县莅合和市镇。
- 合和市镇（Thị trấn Hợp Hòa）
- 金龙市镇（Thị trấn Kim Long）
- 安和社（Xã An Hòa）
- 道秀社（Xã Đạo Tú）
- 同静社（Xã Đồng Tĩnh）
- 维藩社（Xã Duy Phiên）
- 黄丹社（Xã Hoàng Đan）
- 黄花社（Xã Hoàng Hoa）
- 黄楼社（Xã Hoàng Lâu）
- 会盛社（Xã Hội Thịnh）
- 向道社（Xã Hướng Đạo）
- 青云社（Xã Thanh Vân）